# Elkins (West Virginia)
Elkins is een plaats (city) in de Amerikaanse staat West Virginia, en valt bestuurlijk gezien onder Randolph County.

## Demografie
Bij de volkstelling in 2000 werd het aantal inwoners vastgesteld op 7032.
In 2006 is het aantal inwoners door het United States Census Bureau geschat op 7046, een stijging van 14 (0,2%).

## Geografie
Volgens het United States Census Bureau beslaat de plaats een oppervlakte van
8,2 km², geheel bestaande uit land. Elkins ligt op ongeveer 587 m boven zeeniveau.

## Plaatsen in de nabije omgeving
De onderstaande figuur toont nabijgelegen plaatsen in een straal van 16 km rond Elkins.